# Rivolta di Chotyn
La rivolta di Chotyn, nota anche come massacro di Chotyn, fu una insurrezione nella parte orientale della Moldavia (Bessarabia) a cui seguì un moto di pulizia etnica di cittadini di origine ucraina da parte delle autorità civili rumene, avvenuta tra il gennaio ed il febbraio del 1919.
La cittadina di Chotyn (in ucraino Хотин, Chotyn) si trova attualmente nell'Oblast di Černivci in Ucraina.
Nel 1918 essa faceva ancora parte del territorio rumeno, insieme al resto della Bessarabia, dopo una consultazione elettorale che aveva stabilito l'annessione alla nazione rumena.
La regione di Chotyn aveva fatto parte dell'Impero russo sin dal 1812 con il trattato di Bucarest e aveva una larga porzione di popolazione di origine ucraina. Prima di allora essa aveva fatto parte della Moldavia e questo era stato il motivo per il quale era stata rivendicata dalla Romania. Fu così che l'esercito rumeno occupò la regione di Khotin il 13 gennaio 1919 a dispetto della resistenza attiva della popolazione di ceppo ucraino, e della protesta ufficiale della Repubblica popolare ucraina.
La rapida occupazione dell'area da parte delle forze rumene fu attivamente supportata dalle forze della triplice intesa che considerava fondamentale il ruolo della Romania per osteggiare la diffusione del bolscevismo in Europa sud-orientale.
La popolazione ucraina della regione vedeva un ovvio alleato nella Repubblica popolare ucraina appena al di là del fiume Nistro nella loro lotta per l'autodeterminazione contro gli invasori. Tuttavia, in quel preciso frangente il possibile alleato era impegnato militarmente contro le forze bolsceviche, mentre la Repubblica Popolare dell'Ucraina Occidentale, una seconda realtà politica sorta a nord della regione, era anch'essa impegnata in una guerra di confine contro la Polonia, per cui tutto il potenziale militare ucraino era interamente impegnato su due fronti diversi.
Il primo provvedimento delle forze di occupazione rumene fu di sbaragliare qualsiasi forma di opposizione da parte della popolazione ucraina che venne così crudelmente oppressa da rivoltarsi in massa durante la notte del 23 gennaio 1919.
Al mattino successivo i rivoltosi avevano ripulito la città dalle forze d'invasione e nei due giorni successivi l'intero distretto era in mano alle forze ribelli. Il potere venne assunto da un direttorato di Chotyn che proclamò il diritto all'autodeterminazione della popolazione della Bessarabia a spezzare il giogo della Romania.
Rapidamente l'entità dei ribelli crebbe fino a raggiungere le 30.000 unità organizzate in tre reggimenti di fanteria, uno squadrone di cavalleria ed una divisione d'artiglieria.
Una settimana dopo un maggiore contingente di truppe rumene giunse nella regione per sedare la rivolta. I ribelli non poterono opporsi ad un esercito meglio organizzato e dotato di armamenti più moderni forniti dagli alleati della Triplice Intesa. Ben presto furono costretti a ritirarsi verso il Nistro nella speranza di ottenere aiuto dalla Repubblica popolare ucraina la quale, a causa del suo conflitto con le forze bolsceviche, non era in grado di fornire alcun appoggio.
Subendo pesanti perdite inflitte dalle truppe rumene, i ribelli ucraini si rifugiarono oltre il fiume seguiti da almeno 50.000 profughi tra i civili. La sorte di coloro che restarono in patria fu davvero crudele. Il numero delle esecuzioni di civili da parte delle truppe rumene si avvicina alle 15.000 vittime, oltre al saccheggio e agli stupri in massa perpetrati dagli invasori.
Durante il regno di terrore che seguì vennero arsi e rasi al suolo dozzine di villaggi in Bucovina come segno di rappresaglia mentre le forze di polizia degli occupanti si sforzarono in una politica di rumenizzazione della popolazione sopravvissuta che perdurò fino al 1940, anno in cui la Romania fu indotta sotto la minaccia di una invasione sovietica, a cedere la regione all'Unione Sovietica.

## Fonti
- (RU)  Volodymyr Kubiiovych, Zenon Kuzelia, Енциклопедія українознавства ("Enciclopedia di studi ucraini") 3 voll., Kiev, 1994, ISBN 5-7702-0554-7
- (EN)  Charles Upson Clark, Bessarabia, Chapter XXVI: "Communist Machinations", New York, 1927
- (FR)  J. Okhotnikov, N. Batchinsky, L'insurrection de Khotine dans la Bessarabie et la Paix Europeenne, Paris, 1927;